# 切罗基国家森林
切罗基国家森林，是一处位于美国田纳西州和北卡罗来纳州的美国国家森林，设立于1920年6月14日。该森林总面积约为655,598英畝（2,653.11平方），完全由美国国家森林局管理和维护。距离该森林最近的城市为田纳西州约翰逊城。

## 历史
- 1911年，美国国会颁布由第27任美国总统威廉·霍华德·塔夫脱签署生效的“维克斯法案”。该法案授权美国联邦政府以保护美国东部河流、流域及其水源地的目的，从私人手里购买土地。[3]
- 1920年，第28任美国总统伍德罗·威尔逊下令正式合并了多处位于阿巴拉契亚山脉南部的国有土地，并成立了国家森林。
- 1936年，第32任美国总统富兰克林·德拉诺·罗斯福细化了该处国家森林，将田纳西州周围的国有森林重新规划，最终定型为如今的切罗基国家森林[4]。

## 位置

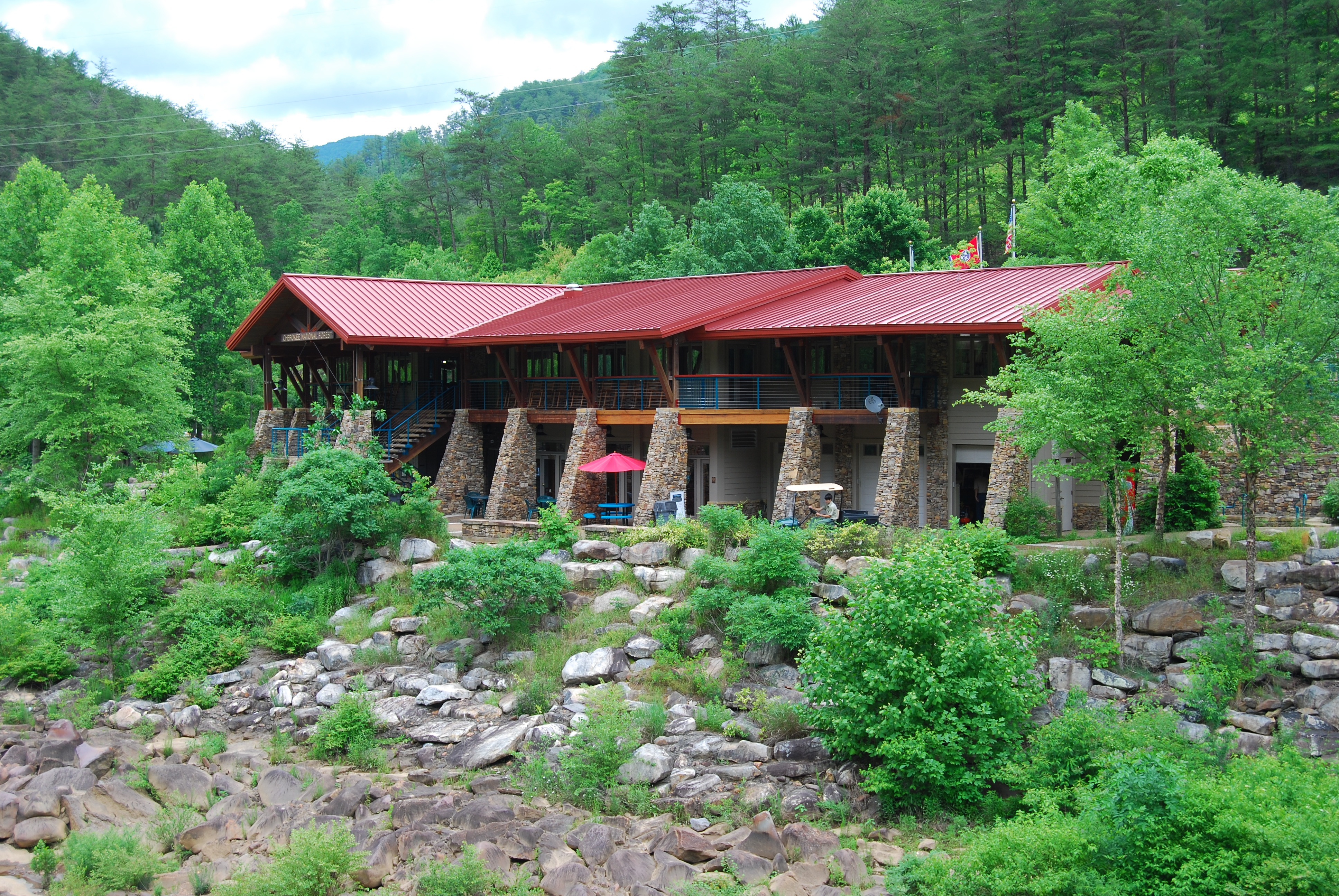
1996年奥运会水上项目比赛场地，现由美国国家森林局负责运营。

切罗基国家森林的管理中心位于田纳西州克里夫兰（Cleveland, Tennessee）。
整个切罗基国家森林大致上分为南北两个区域：北区位于大煙山國家公園（Great Smoky Mountains National Park）的东北方向，而南区则位于大煙山國家公園的西南方向。切罗基国家森林的绝大部分位于田纳西州的东部。在田纳西州与北卡罗来纳州交界处，除去被划归为大煙山國家公園和考伯盆地（Copper Basin）的部分区域外，几乎整条州边境线都涵盖在这座国家森林范围内。
切罗基国家森林内的知名景点有：曾为1996奥运会部分水上项目举办地的奥科伊河（Ocoee River），长约150英里（240公里）的阿帕拉契小徑（Appalachian Trail）和两座水库等。

## 生态资源

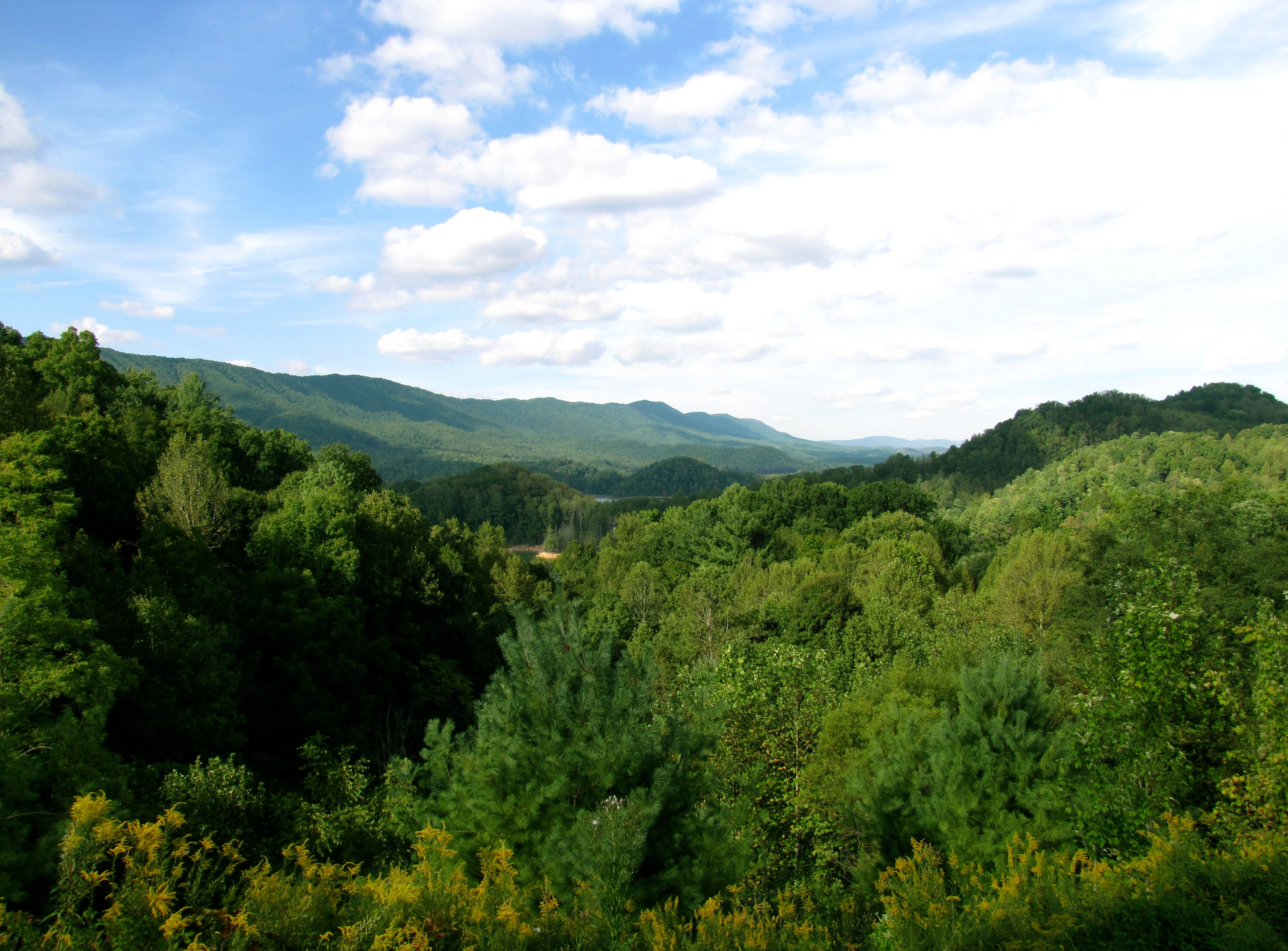
从高处远眺部分切罗基国家森林

由于面积大、管理妥善，切罗基国家森林内的生态环境维护地非常好，动物种类繁多。

### 哺乳类
在切罗基国家森林内可以观赏到的哺乳类野生动物有：美洲黑熊、浣熊、郊狼、臭鼬、北美负鼠、狐狸、松鼠、美洲河狸、美国大山猫、花栗鼠、北美水獺、北美土拨鼠以及白尾鹿。

### 鸟类
该区域常见的鸟类有：美国麻雀、哀鸽、霸鹟、雨燕、家燕、冠蓝鸦、北美红雀等。其中猛禽有：红头美洲鹫、白頭海鵰、鹰、游隼。

### 爬行类
爬行类动物则有：响尾蛇、銅頭蝮、卡羅萊納箱龜、擬鱷龜、美洲大鲵等。

## 保护与争议

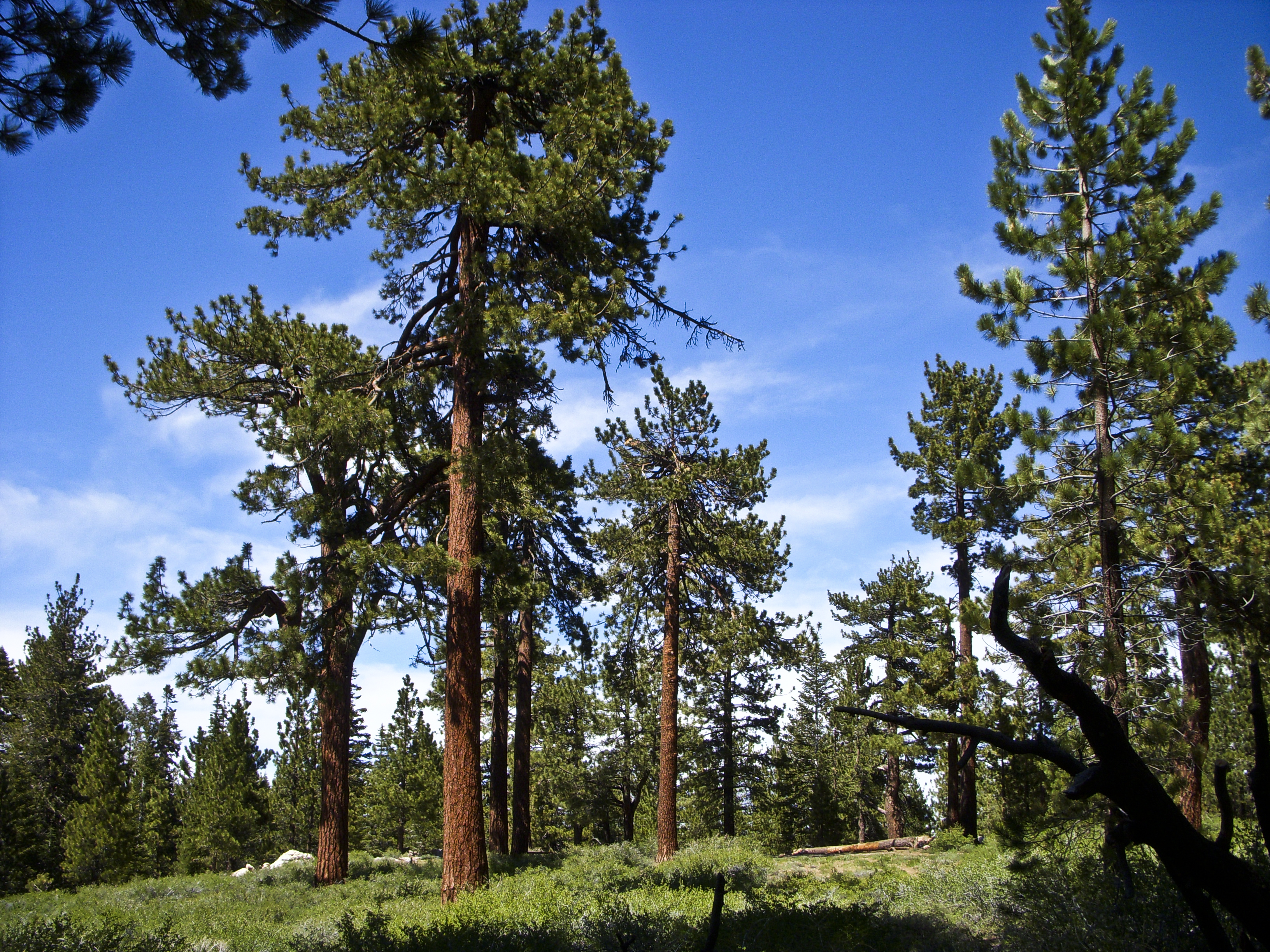
在自然环境中健康生长的黄松

森林内的植被和树木长期以来面临着来自于生物入侵以及环境恶化带来的各种挑战。
- 二十世纪30年代，在美国南部蔓延的栗樹枝枯病（Cryphonectria parasitica）导致了美國栗樹(C. dentate)的大面积灭绝，而在此之前美國栗樹曾經是美國阿巴拉契亚森林中的高層優勢物種。
- 山松甲虫的大量繁殖也导致了数千英亩范围内的黄松大批量死亡，并继续对当地的生态平衡构成威胁。[4]
- 一些当地民间团体和环境保护组织认为地方政府和森林管理部门因为过于重视旅游业和休闲娱乐项目的开发，而忽略了对自然环境的维护和修复。[4]